# Herb gminy Zapolice

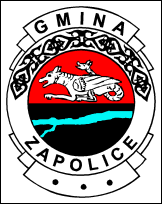
Herb gminy Zapolice w latach 2000-2014

Herb gminy Zapolice – jeden z symboli gminy Zapolice, ustanowiony 15 września 2014.

## Wygląd i symbolika
Herb przedstawia na tarczy w polu czerwonym amfisbaenę srebrną pożerającą ptaka ponad dwom takimiż belkami falistymi. Amfisbaena została zaczerpnięta z tympanonu kościoła w Strońsku. Dwie belki faliste symbolizują główne rzeki przepływające przez gminę: Wartę i Widawkę

## Historia
Poprzedni herb gminy Zapolice przedstawiał te same elementy, ale był umieszczony na nieprawidłowej tarczy, zaś rzeka nie była właściwie stylizowana. Nową wersję herbu opracowano przy współpracy z Markiem Adamczewskim.